# Stromness
Stromness (oldnordisk: Straumnes; Skabelon:Lang-nrn) er den næststørste by på Orkneyøerne, Skotland efter Kirkwall. Den ligger i den allersydligste del af Mainland Orkney. Det er en burgh med et sogn omkring med Stromness som hovedby, og den har omkring 2500 indbyggere.
Stromness havn blev ombygget i 1893 efter design af John Barron. Fra havnen afgår der færge til Scrabster på nordkysten af hovedlandet Skotland.
Stromness Museum udstiller byens historie med bl.a. genstande af hvalben og inuitgenstande købt af mænd der har rejst til Grønland og Canada. Kunstmuseet Pier Arts Centre blev grundlagt i 1979 med en samling fra Margaret Gardiner (1904–2005).